# Stefan Schulte (Politiker)

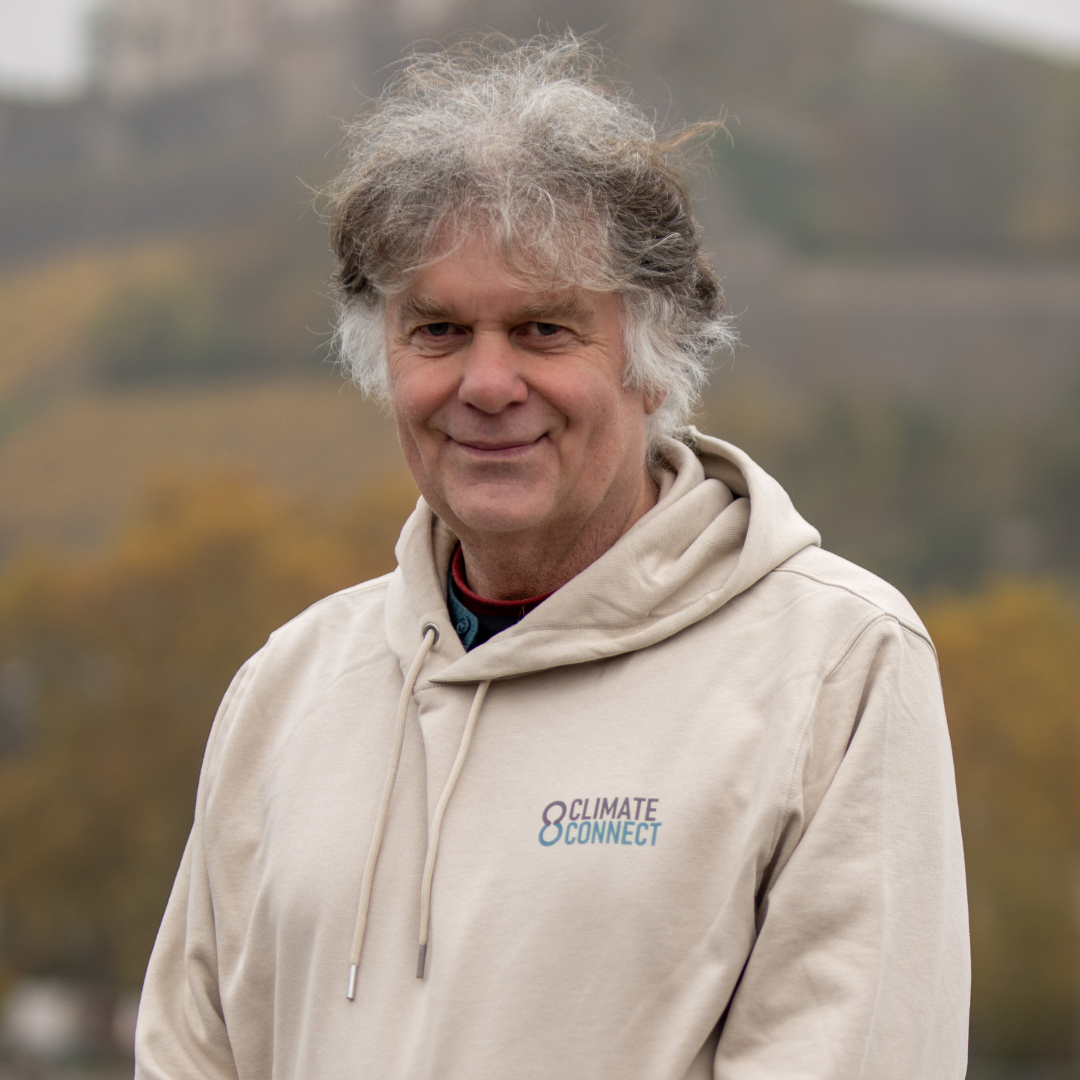
Portrait von Stefan Schule als Klimavernetzer bei Climate Connect

Stefan Schulte (* 3. Februar 1957 in Menden (Sauerland)) ist ein deutscher Politiker (Die Grünen), Regionalentwickler und Klimavernetzer.
Er war von 1985 bis 1987 Bundestagsabgeordneter in der 10. Wahlperiode als Nachrücker für Eckhard Stratmann-Mertens. Schulte vertrat den Bundestagswahlkreis Märkischer Kreis I. Er ist Mitbegründer des Verkehrsclubs Deutschland und Verfechter einer ökologischen Verkehrspolitik. Seit den 1990er-Jahren engagiert er sich in der nachhaltigen Regionalentwicklung und im lokalen Klimaschutz, unter anderem als Klimavernetzer für die NGO Climate Connect in Marburg.

## Leben und Wirken
Schulte studierte von 1977 bis 1983 Biologie und schloss das Studium 1992 mit dem Diplom ab. Bereits 1979 war Schulte an der Gründung der Partei Die Grünen beteiligt. Er war Mitglied im Landesvorstand des BUND Nordrhein-Westfalen und engagierte sich im Dachverband gegen den Bau der Autobahn A 46 („Stop A 46“).

### Politischer Werdegang
Bereits 1979 war Schulte an der Gründung der Partei Die Grünen beteiligt. Er war Mitglied im Landesvorstand des BUND Nordrhein-Westfalen und engagierte sich im Dachverband gegen den Bau der Autobahn A 46 („Stop A 46“).
Von 1983 bis 1985 war er leitender Fraktionsmitarbeiter der Grünen im Bundestag, bevor er im April 1985 selbst als Abgeordneter nachrückte. Als Bundestagsabgeordneter war er unter anderem Mitglied im Innenausschuss und verfasste Anträge, Anfragen und hielt Reden zu umwelt- und verkehrspolitischen Themen. Mit Ablauf der Legislaturperiode im Februar 1987 schied er wieder aus dem Parlament aus.
Nach seiner Zeit im Bundestag war er Mitgründer und stellvertretender Bundesvorsitzender des Verkehrsclubs Deutschland (VCD), der 1986/87 gegründet wurde und sich für umweltfreundliche Mobilität einsetzt.

### Regionalentwicklung und Klimaschutz
Von 1992 bis 1995 leitete Schulte Bildungsurlaube zu Nachhaltigkeitsthemen und erstellte Gutachten zum sanften Tourismus. Ab 1995 war er über 20 Jahre Geschäftsführer des Regionalmanagements Region Burgwald-Ederbergland e. V., wo er unter anderem Projekte zur lokalen Agenda 21, Elektro-Carsharing und zur Gründung einer Bürgersolargenossenschaft initiierte. Er organisierte Nachhaltigkeitskonferenzen und war für Projektberatung, Organisation und Rechnungswesen zuständig.
Zwischen 2019 und 2022 leitete er das Klimabonusprojekt des Regionalverbands, das Unternehmen und Bürger:innen für klimafreundliches Verhalten motivieren sollte.
Seitdem ist Schulte bei der NGO Climate Connect Klimavernetzer des ClimateHub Marburg tätig. Dort organisiert er Netzwerke lokaler Klimainitiativen, unterstützt Projekte wie den „Klima-Mitmach-Tag“ und ist für Bildungs- und Öffentlichkeitsarbeit zuständig.